# 金鱼藻
金魚藻（學名：Ceratophyllum demersum），又稱作松藻、魚草、細草、軟草，有时根据英文名coontail直译为浣熊尾巴草，為金魚藻科金魚藻屬底下的一物種。其生活型態可為沉水型，亦可為浮水型。除南極洲外，世界各大陸都有其原生分布。對紐西蘭而言，金魚藻是一種有害的外來水藻。同時，其為一種廣受歡迎的水生植物。

## 概述
水生植物金魚藻的莖約可長到1-3公尺（3-10英尺），其上側出許多枝芽形成一條條又大又具毛絨感的植株。葉輪生，一輪六到十二片，每片葉長8-40公厘。或單葉、或分叉形成二到八根、邊緣具小鋸齒的葉，又硬又利。金魚藻雌雄同株，亦即雌花和雄花生長於同一植株。花極小，長2公厘左右，有著八片以上綠褐色的花瓣，生於葉腋。果實也小，長4-5公厘左右，底部有兩根棘刺、頂端有一根，長1-12公厘。金魚藻屬內底部有兩根短刺的變種是為Ceratophyllum demersum var. apiculatum (Cham.) Asch.；而底部沒有雙刺的變種是為Ceratophyllum demersum var. inerme Gay ex Radcl.-Sm.。冬季會形成有鱗芽的根出條，換言之，金魚藻的芽會沉在水底，冬天時蟄伏、春天時冒頭並長成新植株。

## 形态
多年生草本的沉水性水生植物。茎细长分枝；叶子轮生，一再分裂成线状；秋季开小花，雌雄同株；果实为瘦果。

## 分布與棲地
金魚藻分布於夏溫15-30℃且富含營養的水域，如湖泊、池塘、靜謐的小溪等，生长于海拔50米至4,200米的地区。其遍布北美洲，整個美國和加拿大皆能見其蹤跡，除了加拿大的紐芬蘭與拉不拉多省。在歐洲，關於金魚藻的紀錄最北到挪威北緯66度線。其他紀錄發生於中國、西伯利亞（北緯66度線）、布吉納法索、越南和紐西蘭（為人所引進）。而金魚藻喜生活在靜止水域或流速相當慢的溪流。

## 生態與入侵物種
在非原生地如澳洲及紐西蘭，金魚藻是一種入侵植物。經由化學交感作用，金魚藻分泌的某種物質會抑制浮游生物和藍綠菌（藍綠藻）。密集生長的金魚藻會壓縮其他水生植被的生存空間，進而導致生物多樣性下降。在紐西蘭，它已經對水力發電廠造成危害。

## 培植與用途
金魚藻不論在冷水型或熱帶型水族缸都被當成一種淡水漂浮植物。縱然沒有根，金魚藻也會附著在基質或水族缸裡的其他物體上。其蓬鬆、如絲、翠綠的葉提供剛孵化的小魚一個極佳的庇護。金魚藻插枝繁殖。植物生理學也常以金魚藻作為研究的模式生物。其中一個原因是：以金魚藻為媒材可以在沒有根的干擾下研究頂芽效應，如以一般陸生植物為材料，由於根的關係，進行營養物質或毒素轉換的相關研究將會變得十分困難。因為它的漂浮性，不需要基質也能存活，金魚藻便被成功運用在太空飛行的生命維持系統，如"Aquarack/CEBAS"、"Omegahab"。
在人工水族箱里，當它接觸到一些用於消滅螺類的藥水時，其葉將全數脫落，但其莖能快速地恢復，幾周內即可重新長出新枝芽。

## 外部連結
- （页面存档备份，存于）
- West African plants（西非植物攝影指南）中有關Ceratophyllum demersum的資料